# 南阳湖
南阳湖是一个位于中国山东省济宁市的湖泊。